# 石壁 (香港)

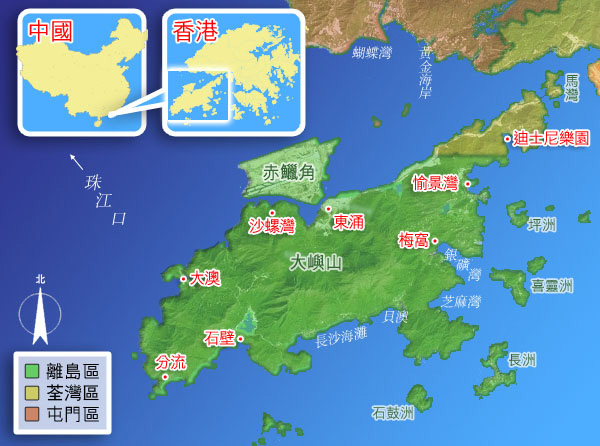
石壁在大嶼山西南部位置圖

石壁（英語：Shek Pik）是香港的一個地方，位於新界大嶼山西南部，羗山之東南，東灣之北。該處昔日原有石壁鄉，沙咀村等，然而1960年代，香港政府興建石壁水塘，將村落淹沒，村民最後獲遷至荃灣楊屋道的石碧新村及石壁附近的大浪灣。此外香港懲教署也在石壁設立石壁監獄、沙咀懲教所和勵志更生中心。當地也有石壁石刻。
亞洲文會為數超過50人在1961年5月13日曾經在石壁附近發現了陶器與石器上所使用的青銅器，與萬角咀的款式接近。可見信史前已經有人類在石壁居住。

## 石壁石刻

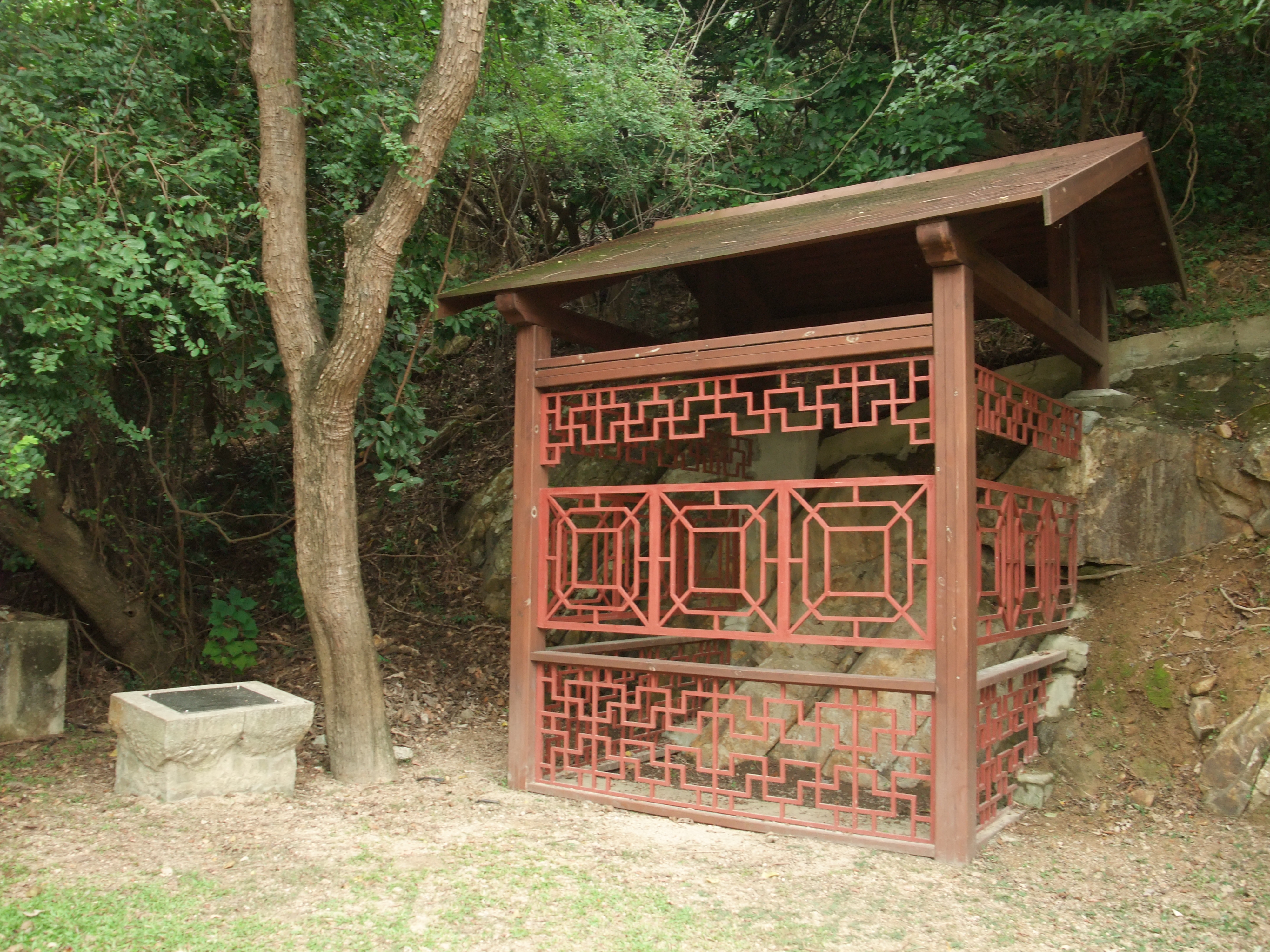
石壁石刻

香港大多數古代石刻都瀕臨海濱，石壁石刻卻離開海岸約三百米。相信此處昔日也是海邊。石刻紋飾由正方及圓形幾何紋構成，與古代青銅器上的圖案極相似。故此或可推斷，這石刻大約是青銅時代，即約三千年前，由本區先民所刻鑿。

## 區議會議席分佈
除石壁水塘及幾項懲教設施外，石壁現時維持低度發展狀態，常住人口較少，整個石壁都劃入大嶼山選區。

## 外部連結
维基共享资源上的相關多媒體資源：石壁